# That's the Way Love Goes
Singles de Janet Jackson
The Best Things in Life Are Free
(1992) If
(1993)
Pistes de janet.
Interlude: Morning Interlude: You Know
That's the Way Love Goes est une chanson de l'artiste américaine Janet Jackson issue de l'album janet. (1993). Elle sort en single le 20 avril 1993 sous le label Virgin Records. Elle apparaît dans toutes les compilations de Jackson et en version remixée sur l'album remix janet. Remixed (1995). Écrite et produite par Jimmy Jam et Terry Lewis et Jackson, la chanson reprend un échantillon de Papa Don't Take No Mess de James Brown sortie en 1974. Elle est le premier single de l'album à la place d'If car, selon Jam, elle présente bien le concept de l'album.
That's the Way Love Goes reçoit généralement de bonnes critiques qui complimentent la sensualité du morceau. Certaines d'entre elles la compare à Sexual Healing de Marvin Gaye et Justify My Love de Madonna. La chanson rencontre du succès dans le monde et reste numéro un du Billboard Hot 100 pendant huit semaines, la performance commerciale la plus longue d'un membre de la fratrie Jackson. Elle est certifiée disque de platine par la Recording Industry Association of America (RIAA) pour la vente d'un million d'exemplaires. Elle est également numéro un au Canada et en Nouvelle-Zélande. Ailleurs, elle atteint le top 10 dans beaucoup de pays occidentaux sauf en Autriche, en France et en Suisse.
Le clip, réalisé par son mari René Elizondo Jr., nous montre Jackson et ses amies dans un loft parmi lesquelles figure Jennifer Lopez. La chanson et le clip reçoivent plusieurs distinctions que ce soit aux Grammy Awards qu'aux MTV Video Music Awards. Depuis sa sortie, Jackson l'interprète lors de toutes ses tournées et de certaines apparitions télévisuelles. La chanson est reprise par plusieurs artistes dont 'N Sync lors de l'émission mtvICON en 2001.

## Genèse

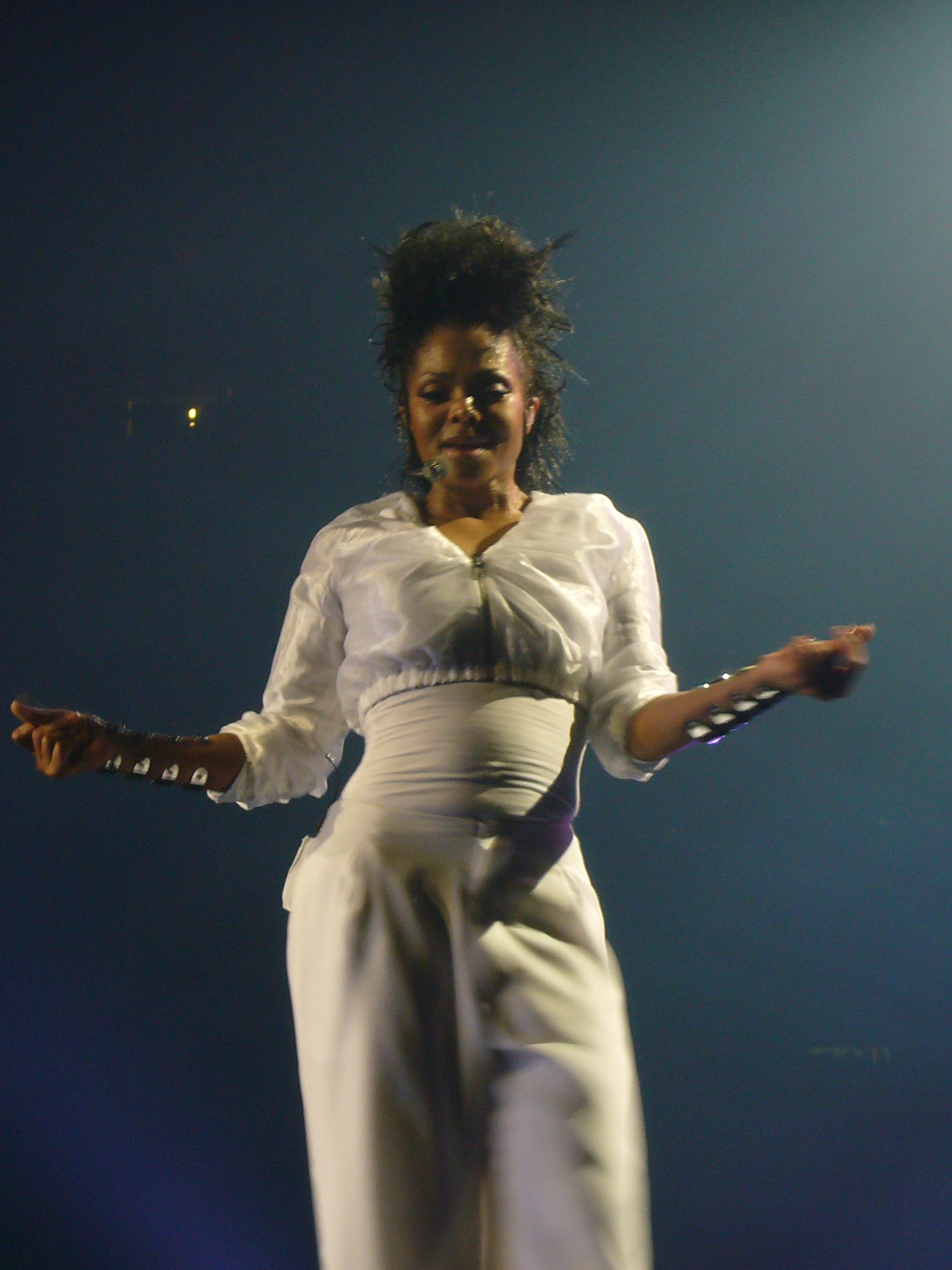
Janet Jackson, lors d'un concert du Rock Witchu Tour en 2008.

En mars 1991, Janet Jackson signe un contrat de 32 millions de dollars pour Virgin Records, le plus grand contrat de l'histoire du disque à ce moment-là même s'il a été vite dépassé par celui de son frère Michael avec Epic Records et qui a coûté cinquante millions de dollars. Avant de sortir un album, Jackson demande à Jimmy Jam & Terry Lewis d'enregistrer une chanson pour le film Mo' Money. Elle enregistre un duo avec Luther Vandross intitulé The Best Things in Life Are Free. La chanson atteint la dixième place du Billboard Hot 100 et est numéro un du Hot R&B Singles Chart,. Quelque temps après, elle tourne pour le film Poetic Justice. Même si on l'encourage à jouer le rôle d'une chanteuse, elle insiste pour trouver un rôle différent. Sorti en juillet 1993, le film est numéro un au box office. Jackson commence ensuite à travailler sur un nouvel album. Après avoir écrit des chansons sur l'indépendance dans Control et sur l'injustice sociale dans Rhythm Nation 1814, elle décide de faire un troisième album-concept sur l'amour et les relations amoureuses.

## Développement
Jackson collabore à nouveau avec le duo Jimmy Jam & Terry Lewis. Elle les rejoint à Minneapolis et commencent à réfléchir sur les thèmes qu'ils pourront aborder dans l'album. Ils comparent ensuite leurs idées et se mettent d'accord. Cependant, lorsque Jackson écoute la chanson pour la première fois, elle n'est pas très emballée. Jam et Lewis lui donne une démo juste avant qu'elle parte en vacances et lui demandent de l'écouter plusieurs fois pendant quelques semaines. À son retour, elle leur dit : « Vous savez quelle chanson vous avez fait ? Je l'adore. C'est absolument de la bombe ». Jackson propose plusieurs titres et le premier s'avère être celui qui a le ton le plus languissant d'amour. Elle contacte ensuite Jam pour lui dire qu'elle veut prendre une direction différente, avec des paroles plus séductives.
Jam et Lewis veulent ajouter un échantillon de la chanson Papa Don't Take No Mess de James Brown qui date de 1974,. Pour avoir sa permission, ils lui disent qu'il s'agit d'une chanson de Janet Jackson et qu'il n'y aura aucun problème. Il refuse et demande à voir les paroles car plusieurs rappeurs lui ont pris ses chansons et ont mis des paroles vulgaires dessus. Cependant, il leur accorde sa permission après avoir vu les paroles. Jackson enregistre toutes les voix mais certaines ont été remixées électroniquement pour donner l'impression que ce sont des hommes qui chantent. Lors du choix du premier single, il y a eu un léger contentieux avec Virgin Records qui voulait lancer If. Selon Jam, un premier single doit « souhaiter la bienvenue à l'album » et donner l'envie à l'auditeur d'écouter le reste, et il pensa que That's the Way Love Goes présentait bien le reste de l'album. Jam convainc ainsi tout le monde et réussit à faire sortir la chanson en tant que premier single : « Et lorsqu'elle est devenue numéro un, nous avons prouvé que nous avions raison ».

## Composition
That's the Way Love Goes est une chanson « R&B modérée ». Elle est composée dans la tonalité de Sol mineur. Elle a une mesure en 4/4 et un tempo modéré de 100 pulsations par minute. La voix de Jackson s'étend entre les notes Fa2 et Si4. Le refrain est parsemé de voix masculines graves. En réalité, c'est la voix de Jackson qui a été remixée pour donner cet effet. Dans la chanson, elle promet à son homme de l'emmener dans des endroits où il n'a jamais été. Elle lui demande de la caresser et de prendre son temps car ils ont toute la nuit. Elle le pousse à sentir son corps et qu'il est tellement bon qu'elle en a envie de pleurer.

## Accueil

### Critique
That's the Way Love Goes reçoit généralement de bonnes critiques. Larry Flick du Billboard parle « d'un mélange sensuel de guitare folle qui cueille et remue des rythmes soul ». Alex Henderson d'AllMusic, quant à lui, la trouve hypnotique. Sal Cinquemani de Slant Magazine trouve que la chanson est « onctueuse, élégante et sexy—tout ce que l'on peut attendre du premier single d'un album de Janet ». J. D. Considine de The Sun dit que la chanson « garde Jackson dans son registre le plus grave, câlinant une chaleur veloutée qui complète parfaitement les paroles ». David Browne d'Entertainment Weekly dit que That's the Way Love Goes s'infiltre gentiment dans la pop. Patricia Smith de The Boston Globe dit que la chanson « recouvre les paroles apparemment innocentes de Janet sur une musique qui rappelle Sexual Healing de Marvin Gaye ». Jon Pareles de The New York Times compare la chanson à Justify My Love de Madonna en disant que cette dernière « fait écho » à That's the Way Love Goes.

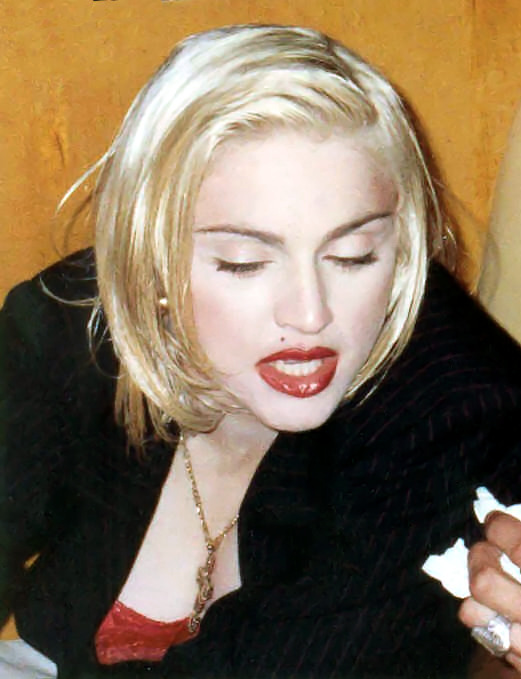
That's the Way Love Goes a été comparée à Justify My Love de Madonna (photo).

En 1994, la chanson obtient le Grammy Award de la meilleure chanson R&B. Lors des MTV Video Music Awards de 1993, elle est nommée dans les catégories « Meilleure vidéo féminine », « Meilleure vidéo dance » et « Meilleure chorégraphie ». Elle est aussi nommée dans les catégories « Meilleur single R'n'B et soul », « Meilleur clip R'n'B » et « Chanson de l'année » lors de la huitième cérémonie annuelle des Soul Train Music Awards. La chanson est située à la 427e place de la liste « Top 500 Greatest Songs Since You Were Born ».

### Commercial

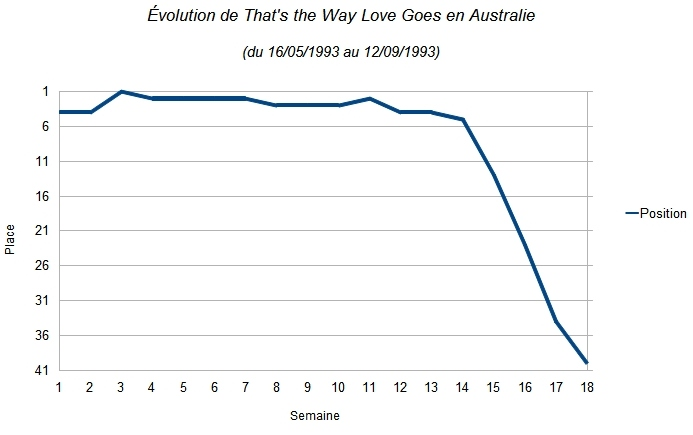
Évolution du classement de That's the Way Love Goes en Australie.

That's the Way Love Goes sort en single le 20 avril 1993. Aux États-Unis, la chanson entre à la quatorzième place et devient numéro un deux semaines plus tard après avoir détrôné Freak Me,. C'est la seconde plus rapide ascension d'un single à la première place après Can't Buy Me Love des Beatles. Elle reste numéro un pendant huit semaines avant de céder sa place à Weak de SWV,. La chanson a aussi été numéro un dans le Hot Dance/Club Play et le Hot R&B/Hip-Hop Songs. Elle termine à la quatrième position du classement annuel du Billboard et est certifiée disque de platine par la Recording Industry Association of America (RIAA) le 12 novembre 1993 pour la vente d'un million d'exemplaires. Elle s'est vendue à 1,1 million d'exemplaires rien que pendant l'année 1993.
That's the Way Love Goes rencontre du succès en dehors des États-Unis. Au Canada, That's the Way Love Goes débute à la 41e place du classement RPM le 1er mai 1993. Cinq semaines plus tard, elle est numéro un et conserve cette position pendant six semaines,. Elle reste 19 semaines dans le classement et termine à la troisième position du classement annuel,. La chanson est numéro un en Australie et en Nouvelle-Zélande,. Elle termine à la 17e place du classement annuel australien. Au Royaume-Uni, la chanson débute en seconde place le 8 mai 1993. Elle redescend en troisième position la semaine suivante. Elle reste dix semaines dans le hit-parade et est certifiée disque d'argent par la British Phonographic Industry (BPI) pour la vente de 200 000 exemplaires,. Elle est cinquième aux Pays-Bas, neuvième en Allemagne, huitième en Europe, huitième en Irlande et septième en Suède. La chanson est seizième en Autriche, quinzième en France et onzième en Suisse.

## Clip
Le clip a été réalisé par René Elizondo, Jr. en mars 1993. Dans un loft, Janet est avec ses amis qui lui demandent de jouer sa nouvelle chanson. Janet interprète le titre, puis est interrompue par Tish qui lui dit : "Yo, this is slamming!" ("Yo, ça claque !"). La musique reprend et tout le monde danse. La chorégraphie est l’œuvre de Tina London. Parmi les danseuses figure une certaine Jennifer Lopez, alors relativement inconnue. Le clip a été nommé pour trois MTV Video Music Awards : Meilleure clip féminin (Best Female Video), Meilleur clip dance (Best Dance Video) et Meilleure chorégraphie (Best Choreography). Il figure sur la compilation From janet. to Damita Jo: The Videos.

## Interprétations scéniques et reprises
Jackson interprète lors de toutes ses tournées depuis 1993, c'est-à-dire janet World Tour (1993-1995), The Velvet Rope World Tour (1998-1999), All for You Tour (2001-2002),, Rock Witchu Tour (2008) et Number Ones: Up Close and Personal (2011). Lors du The Velvet Rope World Tour, elle interprète la chanson lors du rappel avant de clore le concert.  Elle reprend la chanson avec If lors des MTV Video Music Awards de 1993 en guise de clôture de la cérémonie,.
En 1995, le guitariste Norman Brown enregistre une version pour son album After the Storm. Dennis Clark, animateur radio, trouve cette version « très douce ». En 2001, Justin Timberlake et Chris Kirkpatrick de 'N Sync reprennent la chanson dans une version a capella lors d'une émission hommage intitulée mtvICON,. Ils rendent hommage au clip en interprétant la chanson dans le même décor,.

## Supports
| CD Royaume-Uni Maxi CD Allemagne Maxi CD Pays-Bas 1. That's the Way Love Goes (LP Version) – 4:25 2. That's the Way Love Goes (CJ R&B 7" Mix) – 4:10 3. That's the Way Love Goes (CJ R&B 12" Mix) – 6:16 4. That's the Way Love Goes (CJ FXTC Club Mix 12") – 6:23 5. That's the Way Love Goes (Macapella) – 6:22 6. That's the Way Love Goes (CJ FXTC Instrumental) – 6:14 Vinyle promo Royaume-Uni Vinyle promo États-Unis CD Japon 1. That's the Way Love Goes (LP Version) – 4:25 2. That's the Way Love Goes (Instrumental) – 4:25 Vinyle Royaume-Uni 1. That's the Way Love Goes (CJ R&B 12" Mix) – 6:16 2. That's the Way Love Goes (LP Version) – 4:25 3. That's the Way Love Goes (Macapella) – 6:22 4. That's the Way Love Goes (CJ FXTC Club Mix 12") – 6:23 5. That's the Way Love Goes (CJ FXTC Dub) – 6:14 6. That's the Way Love Goes (CJ FXTC Instrumental) – 6:14 | Vinyle États-Unis 1. That's the Way Love Goes (CJ R&B 12" Mix) – 6:16 2. That's the Way Love Goes (LP Version) – 4:25 3. That's the Way Love Goes (CJ FXTC Club Mix 12") – 6:23 4. That's the Way Love Goes (CJ FXTC Dub) – 6:14 CD promo États-Unis 1. That's the Way Love Goes (That's the Remix (We Aimsta Win) #1) – 5:42 2. That's the Way Love Goes (That's the Remix (We Aimsta Win) #2) – 5:14 3. That's the Way Love Goes (That's the Remix (We Aimsta Win Instrumental)) – 5:42 Maxi CD États-Unis 1. That's the Way Love Goes (CJ R&B 7" Mix) – 4:10 2. That's the Way Love Goes (CJ R&B 12" Mix) – 6:16 3. That's the Way Love Goes (CJ FXTC Club Mix 12") – 6:23 4. That's the Way Love Goes (Macapella) – 6:22 5. That's the Way Love Goes (CJ FXTC Instrumental) – 6:14 6. That's the Way Love Goes (LP Version) – 4:25 |

## Crédits
Crédits issus de l'album janet..
- Janet Jackson – auteur-interprète, producteur, chœurs
- James Harris III – auteur, producteur
- Terry Lewis – auteur, producteur
- Steve Hodge – mixage
- Dave Rideau – mixage
- C J Mackintosh – remix, claviers, batteries
- "Little" Louie Vega – claviers
- Kenny "Dope" Gonzalez – batteries
- The Flow – musiciens
- Dave Darlington – ingénieur
- Sandy Jenkis – assistant ingénieur

## Classements et certifications
| Pays                                       | Position | Certification |
| ------------------------------------------ | -------- | ------------- |
| Allemagne                                  | 9        | –             |
| Australie                                  | 1        | –             |
| Autriche                                   | 16       | –             |
| Belgique                                   | 10       | –             |
| Canada                                     | 1        | –             |
| Europe                                     | 8        | –             |
| France                                     | 15       | –             |
| Irlande                                    | 8        | –             |
| Nouvelle-Zélande                           | 1        | –             |
| Pays-Bas                                   | 5        | –             |
| Royaume-Uni                                | 2        | Argent        |
| Suède                                      | 7        | –             |
| Suisse                                     | 11       | –             |
| États-Unis Billboard Hot 100               | 1        | Platine       |
| États-Unis Billboard Hot R&B/Hip-Hop Songs | 1        | Platine       |
| États-Unis Billboard Hot Dance Club Songs  | 1        | Platine       |
| États-Unis Billboard Adult Contemporary    | 16       | Platine       |

| Pays       | Position | Année | Période   |
| ---------- | -------- | ----- | --------- |
| Australie  | 17       | 1993  | 1992-1993 |
| Canada     | 3        | 1993  | 1992-1993 |
| Pays-Bas   | 42       | 1993  | 1992-1993 |
| Suisse     | 32       | 1993  | 1992-1993 |
| États-Unis | 4        | 1993  | 1992-1993 |

| Pays       | Position | Année | Période   |
| ---------- | -------- | ----- | --------- |
| États-Unis | 17       | 1999  | 1990-1999 |

## Compléments